# Нижегородская правда
«Нижегоро́дская пра́вда» — общественно-политическая и деловая газета Нижегородской области. В газете также происходит официальное опубликование нормативных правовых актов Губернатора Нижегородской области, министерств и иных органов исполнительной власти Нижегородской области.

## Об издании
Газета «Нижегородская правда» издается с 1838 года. Учредитель — Правительство Нижегородской области. Газета выходит 2 раза в неделю — по понедельникам и средам. Понедельник — 8 полос формата А2, ч/б, тираж — 1100 экземпляров. Среда — 24 полосы формата А3, цветная печать, среднеразовый тираж — 10700 экземпляров.

## История
Газета «Нижегородская правда» ведет свою историю от нижегородской газеты «Интернационал», выходившей в 1917 году, после прекращения которой часть редакционного коллектива вошла в состав редакции газеты «Красное знамя».
Затем по решению губкома РКП(б) издание выходило под названием «Волжская коммуна» (1918 г.).
В 1919 г. газета получила название «Нижегородская коммуна», под которым она издавалась до сентября 1932 года.
В октябре 1932 года после переименования Нижнего Новгорода в Горький газета стала называться «Горьковской коммуной». В 1920-е и 1930-е годы на её страницах печатаются материалы о коллективизации, индустриализации, о строительстве Окского моста и Нижегородского автозавода. Большую роль в подготовке газетных материалов играли нештатные рабочие и сельские корреспонденты (рабкоры и селькоры), количество которых исчислялось сотнями.
С 1936 года газета становится областной и является одновременно органом издания областного комитета партии и областного совета народных депутатов.
В 1941 году многие сотрудники редакции ушли на фронт, 13 человек погибли. В годы войны «Горьковская коммуна» выходила на двух полосах.
С 1951 года сменилось название газеты — «Горьковская правда».
В 1967 году газета широко отметила своё 50-летие и была награждена Орденом Трудового Красного Знамени. К 60-летнему юбилею Президиум Верховного Совета РСФСР наградил газету Почётной грамотой.
С октября 1990 года, после переименования города Горького в Нижний Новгород, газета называется «Нижегородской правдой».
После событий августа 1991 года выпуск «Нижегородской правды», поддержавшей ГКЧП, был приостановлен, целую неделю кабинеты журналистов были опечатаны. Возобновилось издание газеты уже при новом учредителе — журналистском коллективе.
С 1993 года учредителем газеты стало государственное предприятие «Нижполиграф» (до 1997 года), затем — Правительство Нижегородской области.

## Сотрудники
Многие из наиболее видных журналистов впоследствии перешли на работу в ведущие столичные газеты, а Алексей Романов (с 1963 по 1973 — председатель Госкино) и Владимир Куроедов (председатель Совета по делам религий при Совете Министров СССР (1960—1984)) стали министрами Правительства СССР.

### Главные редакторы
В 1925—1929 гг. — Ашкенази Марк Борисович
В 1961—1984 гг. — Богданов, Иван Александрович.